# Alexandra Sahlen
Alexandra Sahlen (* 25. September 1982 in Williamsville) ist eine US-amerikanische Fußballspielerin, -trainerin und -funktionärin, die zuletzt in der Saison 2013 bei Western New York Flash in der National Women’s Soccer League unter Vertrag stand. Zudem ist Sahlen Präsidentin dieses Franchise.

## Karriere

### Spielerin
Von 2005 bis 2008 spielte Sahlen für den W-League-Teilnehmer Rochester Ravens, ehe sie für die Saison 2009 zusammen mit ihrem Ehemann Aaran Lines ihr eigenes Fußballfranchise unter dem Namen Buffalo Flash gründete. Von 2009 bis 2010 trat diese in der W-League an, ehe sie nach dem Aus des FC Gold Pride dessen Platz in der WPS übernahm. Zusammen mit dem Wechsel der Ligazugehörigkeit wurde das Franchise zu den Western New York Flash umfirmiert. Sahlen erreichte mit den Flash zwischen 2010 und 2013 viermal in Folge in vier verschiedenen Ligen (W-League, WPS, WPSL Elite, NWSL) das Finalspiel um die Meisterschaft, welches sie 2010, 2011 und 2012 jeweils auch gewinnen konnte. In der Saison 2014 bestritt sie aufgrund einer Schwangerschaft kein Ligaspiel und wurde daher vor Saisonbeginn von ihrem Franchise freigestellt.

### Trainerin
Sahlen arbeitete von 2004 bis 2011 an ihrer Alma Mater, der Niagara University, als Co-Trainerin der Frauenfußballmannschaft der Niagara Purple Eagles.

## Erfolge
- 2010: Meister der W-League (Buffalo Flash)
- 2011: Meister der WPS (Western New York Flash)
- 2012: Meister der WPSL Elite (Western New York Flash)

## Privates
Sahlen ist die Tochter des Unternehmers Joe Sahlen, Besitzer des fleischverarbeitenden Unternehmens Sahlen Packing und der Western New York Flash. Sie ist mit dem ehemaligen neuseeländischen Fußballspieler und heutigen -trainer Aaran Lines verheiratet, mit dem sie ein Kind (* 2014) hat.